# João Gomes Ribeiro de Avelar
João Gomes Ribeiro de Avelar, primeiro e único barão e visconde da Paraíba, (Rio de Janeiro, 7 de janeiro de 1805 — Paraíba do Sul, 12 de janeiro de 1879) foi um fazendeiro, militar e nobre brasileiro.
Filho do major Luís Gomes Ribeiro e sua mulher Joaquina Matilde de Assunção, era neto materno do tenente Antônio Ribeiro de Avelar, português, grande comerciante no Rio de Janeiro e que foi testemunha, a favor de Tiradentes, no processo da Inconfidência Mineira. Era irmão do Barão de São Luís, do Barão do Guaribu e da Baronesa do Pati do Alferes. 
Criado junto de seus pais, entre as Fazendas do Pau Grande e Guaribu, na região de Pati do Alferes, dedicou-se a vida toda a lavoura, acompanhando desde do início a que é considerada a mais produtiva época da cultura do café na região fluminense do vale do rio Paraíba do Sul.
Casou em 1831 com Carolina Rosa de Azevedo, filha única do Comendador Manoel Joaquim de Azevedo e Rosa Luiza Caetana da Silva, proprietários da Fazenda da Boa Vista, em Paraíba do Sul, considerada uma das mais formosas propriedades da província fluminense, no dizer de Charles Ribeyrolles. O Visconde da Paraíba morou a vida toda nesta fazenda, onde hospedou em 1848, por três dias, o Imperador Dom Pedro II, quando de uma visita a região.
Foi coronel da Guarda Nacional e teve participação ativa junto a seu cunhado o coronel Francisco Peixoto de Lacerda Werneck, em 1842, por ocasião da Revolução Liberal.
Foi Grande do Império, dignitário da Imperial Ordem da Rosa e comendador da Imperial Ordem de Cristo. Barão da Paraíba por decreto imperial de 30 de dezembro de 1858, foi elevado por Dom Pedro II, em 4 de março de 1876 a visconde.
No fim de sua vida, desiludido com os rumos da agricultura brasileira, em seu testamento, proibiu e recomendou aos cinco filhos que se afastassem do campo e da lavoura.
Foi enterrado no Cemitério Municipal de Paraíba do Sul.